# Stenbergmania stenognathma
Stenbergmania stenognathma är en fjärilsart som beskrevs av George Francis Hampson. Stenbergmania stenognathma ingår i släktet Stenbergmania och familjen nattflyn. Inga underarter finns listade i Catalogue of Life.